# Euhesma xana
Euhesma xana là một loài Hymenoptera trong họ Colletidae. Loài này được Exley mô tả khoa học năm 2001.